# Göran Pauli

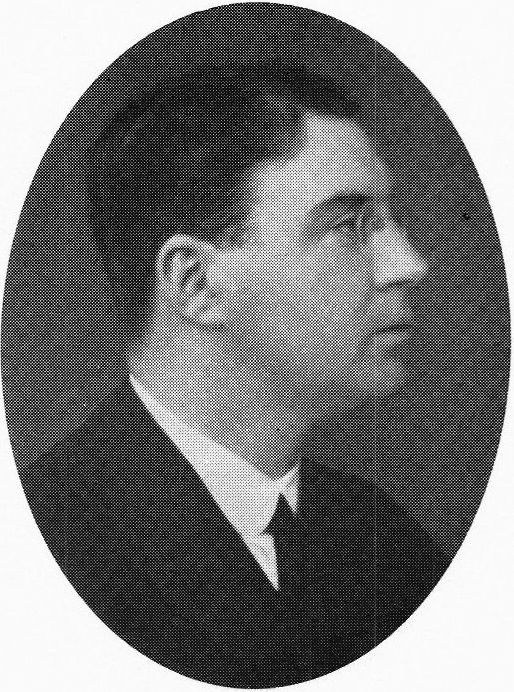
Göran Pauli

Göran Pauli, född 11 maj 1891 i Stockholm, död 3 mars 1940 i Jönköping, var en svensk arkitekt.

## Biografi
Pauli var son till konstnärsparet Georg och Hanna Pauli. Han studerade vid Kungliga tekniska högskolan 1910–1914 och vid Kungliga Konsthögskolan 1917. Han var anställd hos Fredrik Falkenberg 1915 och hos Gunnar Asplund 1915–1916. 1916–1917 verkade han som möbelarkitekt hos Föreningen för Svensk Hemslöjd. Han var tjänstgörande arkitekt utom stat vid Byggnadsstyrelsen från 1922 och bidrog till ett flertal kyrkorestaureringar såsom Kumlaby kyrka och Brahekyrkan på Visingsö, de småländska kyrkorna i Ljungarum, Malmbäck, Hagshult, Husaby, Ålem med flera. 1931–1940 verkade han som stadsarkitekt i Jönköping.
Göran Pauli och hustrun Lisa, född Lavén, förolyckades då deras bil kolliderade med ett tåg utanför Jönköping. De är begravda på Nacka norra kyrkogård. Agneta Pauli var deras dotter.

## Verk i urval
- Klöveskogs kyrka, 1929–1933.
- Norrahammars kyrka, 1930
- Kontorshus, Hospitalsgatan 3, Nyköping, 1934.
- Betlehemskyrkan, senare Jönköpings allianskyrka, Kanalgatan, 1935
- Bymarkskyrkan, 1935
- Pensionärshem (f.d. tjänarinnehem), Folkungavägen 28–30, Jönköping 1935
- Östra kapellet, Jönköping
- Gamla polishuset, Jönköping, 1936–1937
- Bruuns magasinsbyggnader, Jönköping, 1939
- Hyreshus, Norra Strandgatan 78, 1939
- Jönköpings rådhus ombyggnad, 1940
- Allmänna Brands kontor, Östra Storgatan, Jönköping, 1940
- Filadelfiakyrkan, Oxtorgsgatan 14, Jönköping (riven 1981)

## Bilder

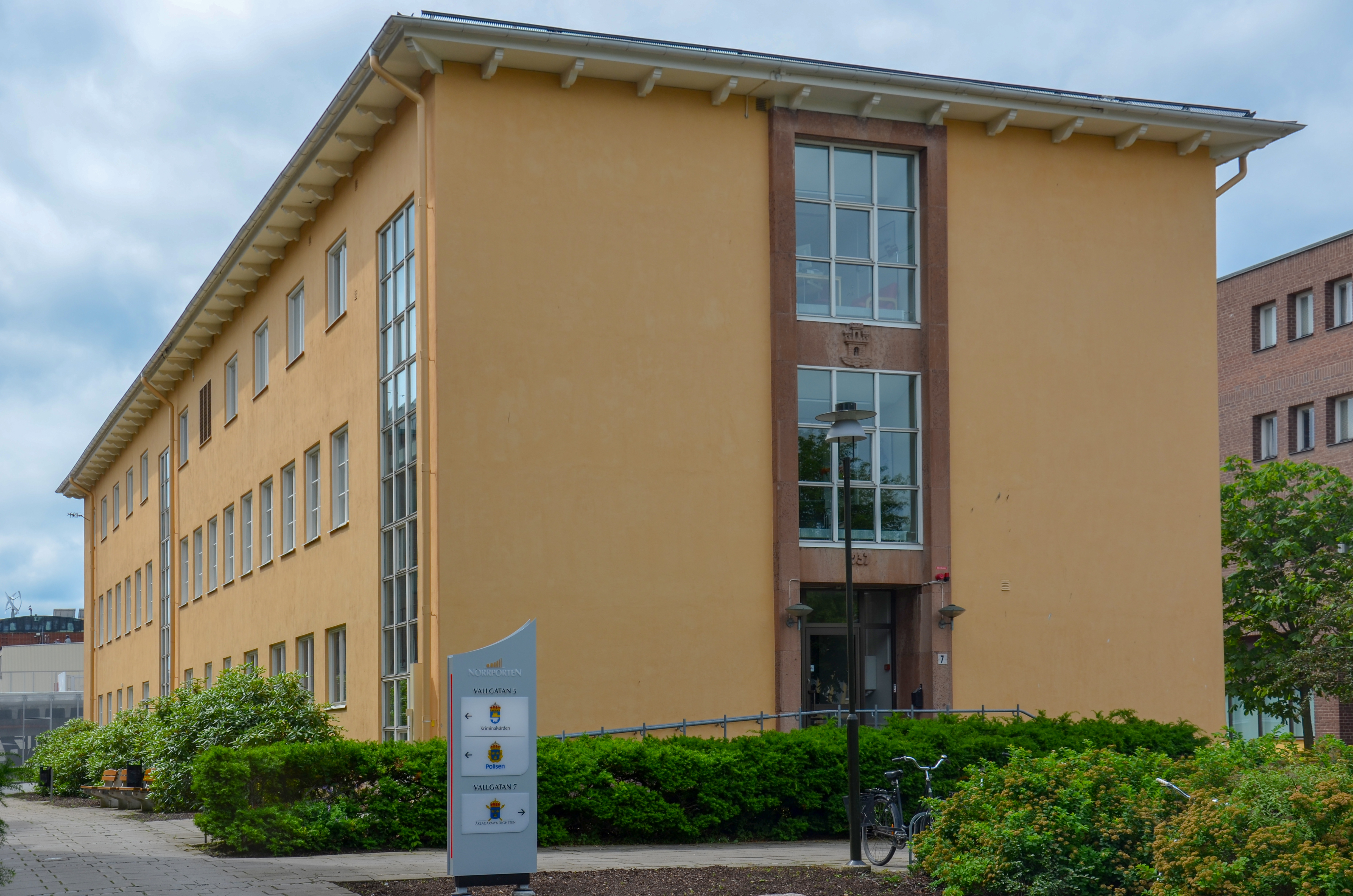
Gamla polishuset, Jönköping
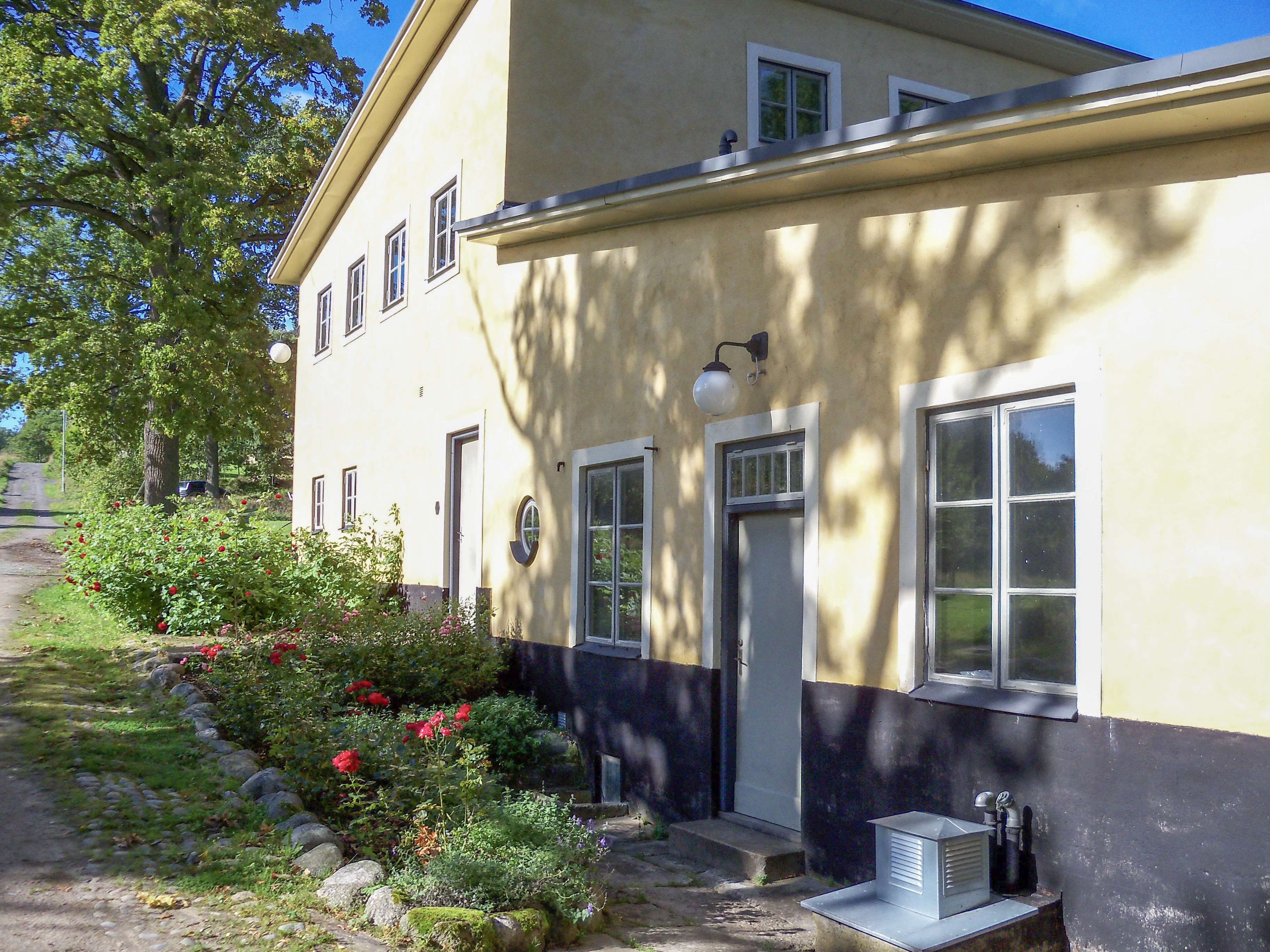
]Eklundshovs vattenverk, Jönköping
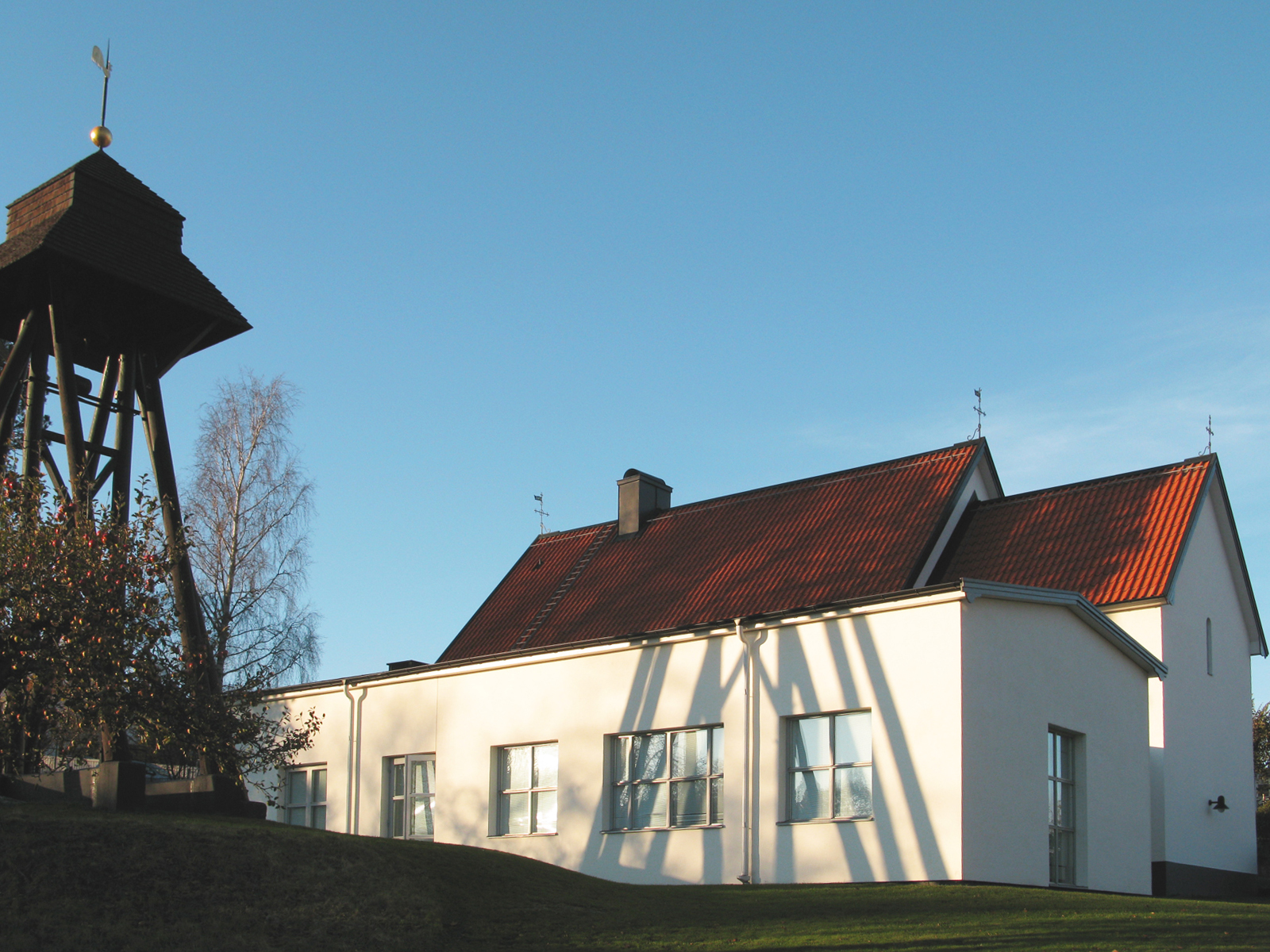
Bymarkskyrkan
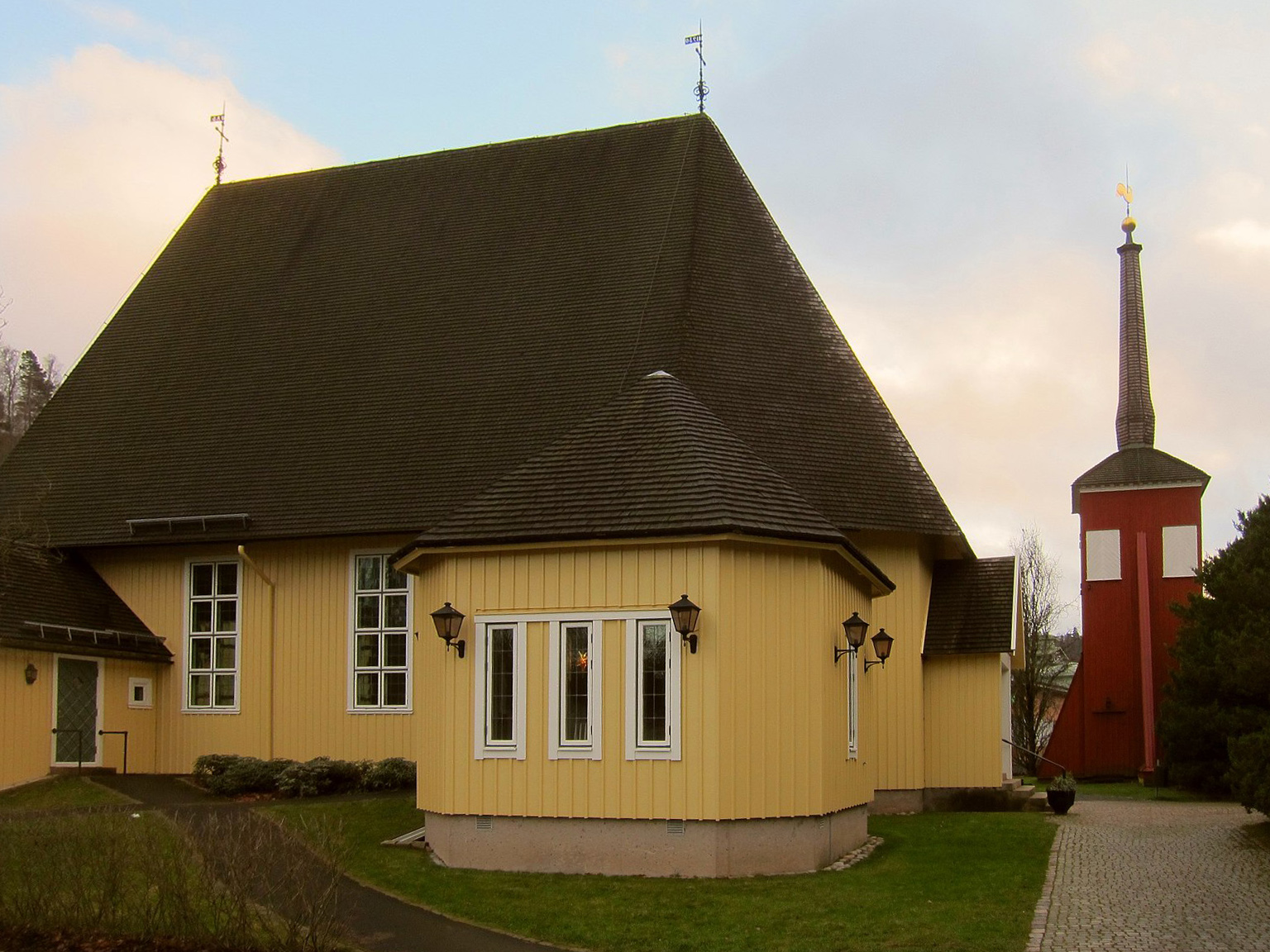
Norrahammars kyrka
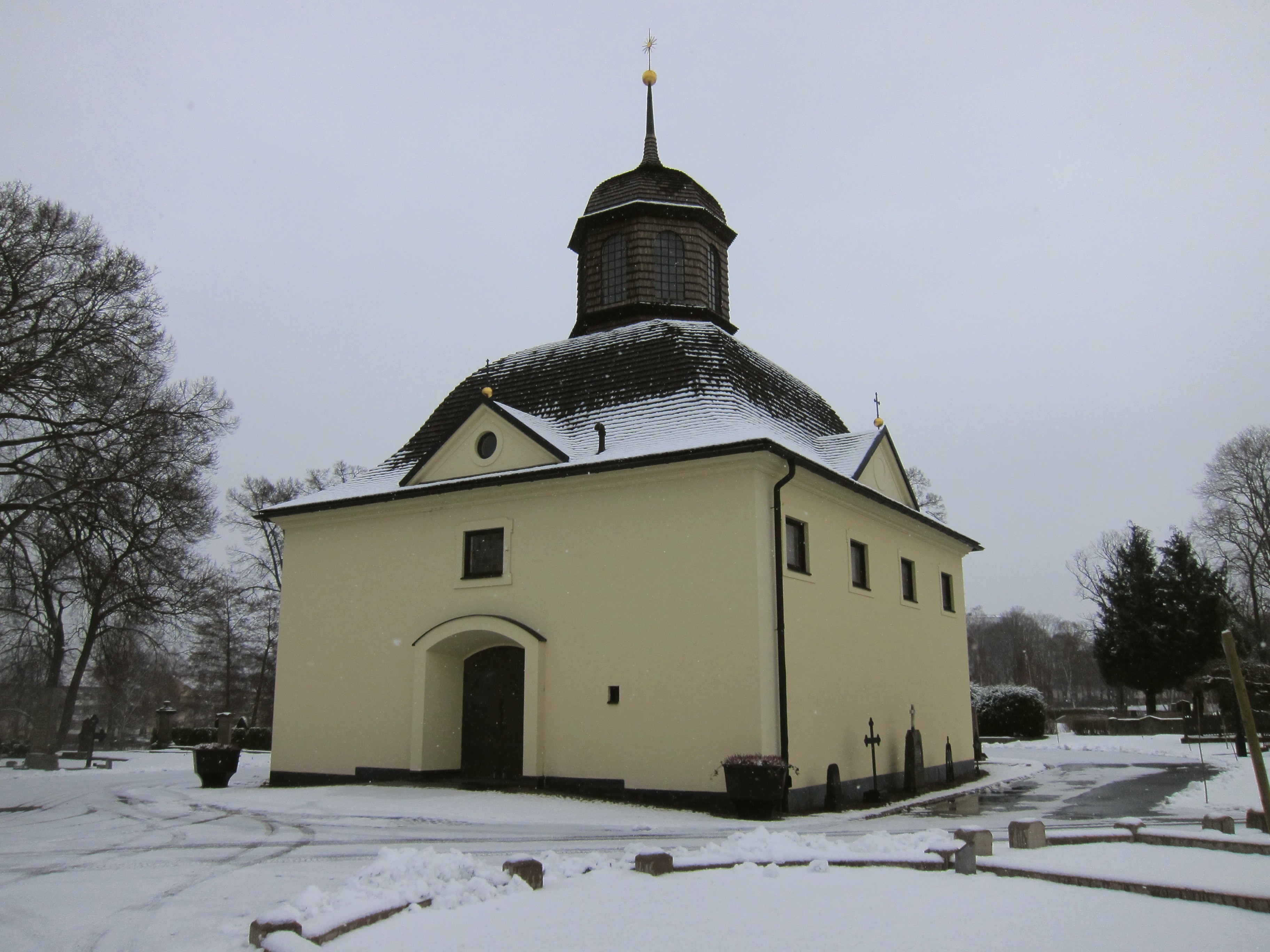
Östra kapellet, Jönköping
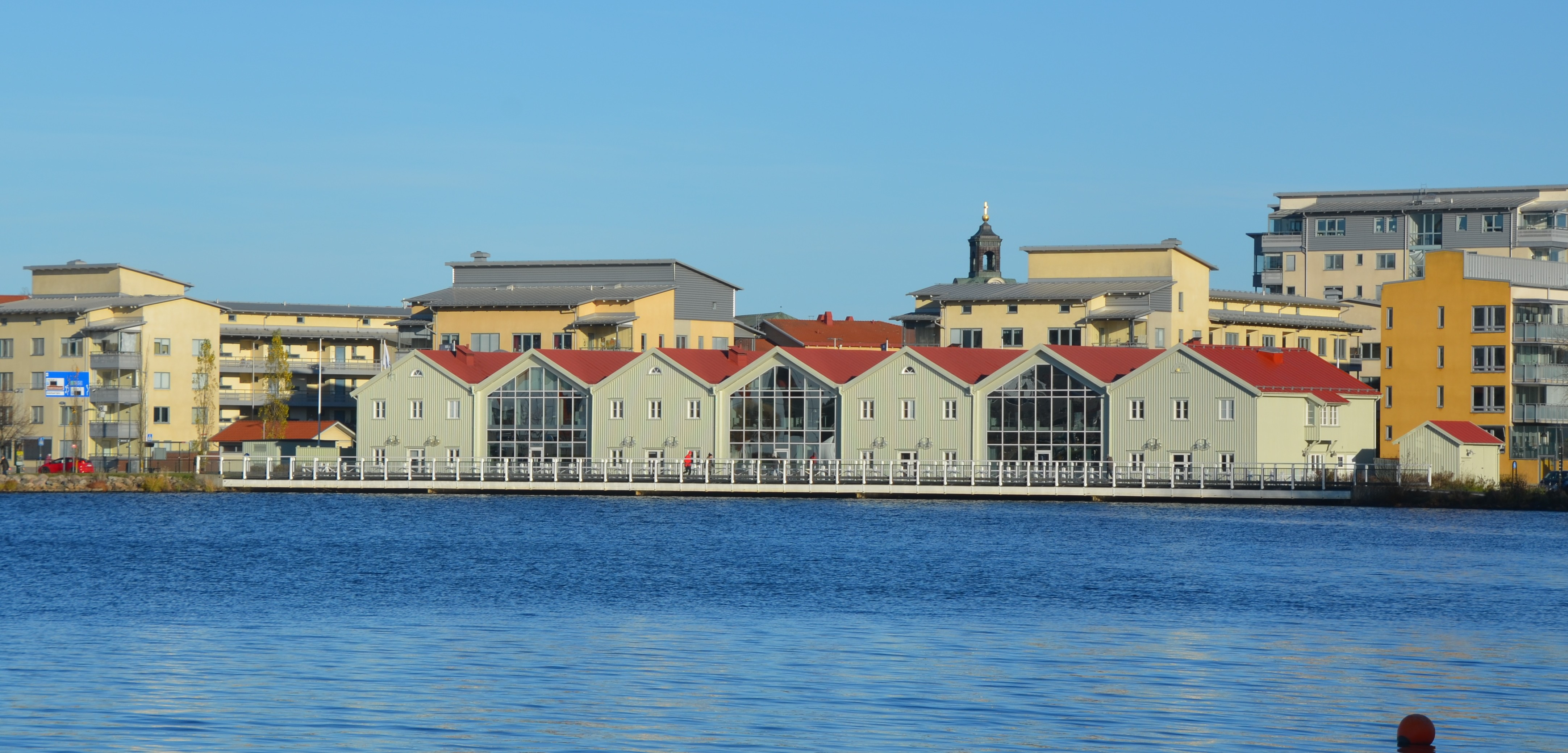
Bruuns magasinsbyggnader